# Queridas amigas
Queridas amigas  es una película argentina filmada en Eastmancolor dirigida por Carlos Orgambide según su propio guion escrito en colaboración con Pedro Stocki sobre el argumento de Carlos Orgambide y Elena Antonietto que se estrenó el 5 de junio de 1980 y que tuvo como actores principales a Dora Baret, Luisina Brando, Graciela Dufau y Carlos Estrada. Fue filmada parcialmente en Catamarca.

## Sinopsis
Tres amigas de la infancia se reencuentran y viajan al interior del país, donde una situación límite las sincerará.

## Reparto
- Dora Baret …Isabel
- Luisina Brando …Esther
- Graciela Dufau …Mary
- Carlos Estrada
- Marcela López Rey …Patricia
- Rodolfo Ranni
- Héctor Pellegrini
- Roberto Carnaghi
- Carlos La Rosa …Gustavo
- Susana Latou
- Mario Luciani …Don Humberto
- Ana María Giunta
- Martha Serrano
- Cayetano Biondo
- Lee Lewedag
- Tony Middleton
- Irene Monnitola
- Andrea Grieben
- Adriana Lombardo
- Aldo Bigatti
- Marine De Luca
- Claudia Spett
- Oscar Redondo
- Gabriel Baumgartner
- Mariela Beltrán
- María de Palma
- Mercedes Obligado
- Luisa Luro
- Beto Cabral
- Fernando Tirso
- Amadeo Ronco
- Pedro Martínez
- Claudio España
- Jorge Sassi

## Comentarios
Jorge Abel Martín en La Opinión escribió:

”Como pocas veces en los últimos años…un film argentino da muestras de una autenticidad y naturalidad como lo hace Queridas amigas.”

La Razón opinó:

”Un trabajo magnífico de las tres protagonistas, se suma a la labor del director, que planteó el tema en forma directa, poética y hasta realista.”

Otra nota de E.J.C. en el mismo diario dijo:

”Sugestivos retratos femeninos…una obra realizada con inteligencia y efectiva solvencia.”

Manrupe y Portela escriben:

”Orgambide trabajó en el mundo de la mujer y logró uno de los títulos más dignos de esos años.”